# Decreto legislativo
El decreto legislativo o decreto con fuerza de ley (DFL) es una norma jurídica con rango de ley, emanada del poder ejecutivo (en el caso de España, el Gobierno) en virtud de delegación expresa efectuada por el poder legislativo (es decir, mediante ley ordinaria). 
La delegación se encuentra recogida, en España, en el artículo 82 de la Constitución Española; en Chile, en el art. 64 de la Constitución de ese país.
La técnica del Decreto legislativo tiene su función en diversos ámbitos:
- Para la elaboración de textos articulados, habiendo aprobado previamente el Congreso o Parlamento, una Ley de Bases o Ley Delegatoria que sirve como marco de referencia y límite.
- Para la elaboración de textos refundidos de diversas leyes, favoreciendo la compilación en un solo cuerpo legal de distintas normas jurídicas dispersas. Estas normas son dictadas en forma autónoma y no requieren una aprobación por parte del Congreso o Parlamento. Otorgada mediante una ley ordinaria.

En los países cuya forma política es la monarquía parlamentaria se denomina Real Decreto Legislativo, dado que los reglamentos de mayor rango que emanan de su poder ejecutivo se denominan reales decretos, sobre todo los aprobados por el Gobierno central.